# 평안병영
평안병영(平安兵營)은 평안도 안주(安州)에 있었던 조선시대의 평안도 지역 군영(軍營)이다. 지휘관은 종2품 평안도병마절도사(平安道兵馬節度使).

## 연혁
- 1428년(세종 10년), 영변(寧邊)에 도절제사(都節制使) 설치[1]
- 1468년(세조 14년), 영변(寧邊)에 평안동도병마절도사(平安東道節度使) 설치[2]
- 1628년(인조 6년), 병마절도사 소재지를 영변에서 안주(安州)로 이전
- 1895년(고종 32년) 7월 15일, 폐지[3]

## 평안병영 건물
평안병마절도영에는 대표적으로 다음과 같은 같은 건물이 있었다.
- 운주헌(運籌軒) : 종2품 병마절도사의 공식 업무 공간
- 내아(內衙) : 병마절도사 가족의 생활 공간
- 춘공헌(春共軒) : 종3품 병마우후(兵馬虞候)의 업무 공간[4]

### 평안병영 인근 시설
- 안주목(安州牧) : 안주 지역의 행정, 사법, 치안을 담당하는 3품 안주목사(安州牧使)의 관청 (평안병영 객사 서쪽에 위치)
- 안흥관(安興館) : 각종 의례를 행하거나 황주를 방문한 관원의 숙박 용도로 사용되던 객사(客舍) 건물 (평안병영 서쪽에 위치)
- 향교(鄕校) : 안주목의 관립 교육기관 (안주목 동헌 서쪽에 위치)
- 백상루(百祥樓) : 안주성 누각  (북문 인근 언덕 위에 위치)
- 칠성지(七星池) : 7개 작은 섬을 갖춘 연못 (안주목 외성 안에 위치)

## 같이 보기
- 감영
- 선화당
- 포정문